# Mario's Early Years! Preschool Fun
 (novembre 2023).
Mario's Early Years! Preschool Fun (マリオ·アーリー·イヤーズ ！ 幼稚園楽しい) est un jeu pédagogique sorti en 1994 sur SNES et MS-DOS uniquement aux États-Unis. C'est un jeu s'adressant aux enfants de 6 ans. Dans ce jeu, Mario explore plusieurs îles, sur lesquelles se trouvent plusieurs mini-jeux.

## Mondes
- Shape World: permet d'apprendre des formes simples, comme le triangle, le carré, le cercle, etc.
- Counting Mario: permet d'apprendre les chiffres.
- Body World: le joueur peut appuyer sur une partie du corps d'une grande image de Mario et découvre de quelle partie s'agit-il.
- Listening World
- Opposite World: le joueur doit trouver l'objet qui est le contraire d'un autre objet, par exemple sec-humide, grand-petit ou plein-vide.
- Color World: le joueur apprend quelques couleurs.
- Sing Song Fun World: le joueur écoute quelques chanson traditionnelles animées avec Mario et les autres personnages, par exemple, "Old McDonald's had a farm", on retrouve Mario habillé à la manière d'un fermier, dans "Wheels on the bus", Luigi est chauffeur de bus scolaire amenant des enfants à la maternelle, et "The Itsy Bitsy spider", on voit Mario mimer les paroles accompagné de l'araignée protagoniste.

## Personnages
Dans ce jeu, on peut trouver Mario, Luigi, Peach et Yoshi. Certaines ressources et musiques sont basées sur Super Mario World.